# Orvosi titoktartás
Az orvosi titoktartás az orvosokat terhelő etikai, illetve jogi kötelezettség. Lényege az, hogy az orvos (illetve bármely más, ma adatkezelőnek minősülő személy) a tudomására jutott orvosi titkot – bizonyos törvényes kivételekkel – köteles megtartani.

## Az orvosi titoktartáshoz való jog
- A beteg jogosult arra, hogy az egészségügyi ellátásában részt vevő személyek az ellátása során tudomásukra jutott egészségügyi és személyes adatait (orvosi titok) csak az arra jogosulttal közöljék, és azokat bizalmasan kezeljék.

- A betegnek joga van arról nyilatkozni, hogy betegségéről, annak várható kimeneteléről kiknek adható felvilágosítás, illetve kiket zár ki egészségügyi adatainak részleges vagy teljes megismeréséből.

- Az érintett beteg egészségügyi adatait annak hozzájárulása hiányában is közölni kell, amennyiben ezt
  - a) törvény elrendeli,
  - b) mások életének, testi épségének és egészségének védelme szükségessé teszi.

- Az érintett beteg hozzájárulása nélkül a beteg további ápolását, gondozását végző személlyel közölni lehet azokat az egészségügyi adatokat, amelyek ismeretének hiánya a beteg egészségi állapotának károsodásához vezethet. A betegnek joga van ahhoz, hogy vizsgálata és gyógykezelése során csak azok a személyek legyenek jelen, akiknek

részvétele az ellátásban szükséges, illetve azok, akiknek jelenlétéhez a beteg hozzájárult, kivéve, ha törvény másként nem rendelkezik.
- A betegnek joga van ahhoz, hogy vizsgálatára és kezelésére olyan körülmények között kerüljön sor, hogy azt beleegyezése nélkül mások ne láthassák, illetve ne hallhassák, kivéve, ha a sürgős szükség és a veszélyeztető állapot esetén ez elkerülhetetlen.

## A gyógykezelés céljából történő adatkezelés
Az 1997. évi törvény szerint a gyógykezelés céljából történő adatkezelés alapszabálya az, hogy "Az adatkezelő - a (2) bekezdésben foglalt kivétellel -, továbbá az adatfeldolgozó az orvosi titkot köteles megtartani.
- Az adatkezelő mentesül a titoktartási kötelezettség alól, ha
  - a) az egészségügyi és személyazonosító adat továbbítására az érintett, illetve törvényes képviselője írásban hozzájárult, az abban foglalt korlátozásokon belül, valamint
  - b) az egészségügyi és személyazonosító adat továbbítása törvény előírásai szerint kötelező.[2]

- Az érintett jogosult tájékoztatást kapni a gyógykezeléssel összefüggésben történő adatkezelésről, a rá vonatkozó egészségügyi és személyazonosító adatokat megismerheti, az egészségügyi dokumentációba betekinthet, valamint azokról - saját költségére - másolatot kaphat.[3]

- A (3) bekezdés szerinti jog
  - a) az érintett ellátásának időtartama alatt az általa írásban felhatalmazott személyt,
  - b) az érintett ellátásának befejezését követően az általa teljes bizonyító erejű magánokiratban felhatalmazott személyt illeti meg.[4]